# História da Santeria
Santeria é uma religião afro-cubana que surgiu no século XIX.

## Escravidão
Depois que o Império Espanhol conquistou Cuba, os indígenas Arawak e Ciboney da ilha viram sua população cair drasticamente. Os colonialistas espanhóis estabeleceram plantações de açúcar, tabaco e café em Cuba e se voltaram para a compra de escravos vendidos nos portos da África Ocidental como uma nova fonte de trabalho para essas plantações. A escravidão era então ativa na Espanha, e também era generalizada na África Ocidental, onde aqueles capturados na guerra ou considerados culpados de crimes graves eram comumente condenados à escravidão. Os africanos escravizados chegaram pela primeira vez a Cuba em 1511. Uma vez lá, eles foram divididos em grupos denominados naciones (nações), muitas vezes com base em seu porto de embarque na África Ocidental, ao invés de sua própria origem étnico-cultural. Aqueles que eram falantes de iorubá, bem como povos Arara e ibo, eram comumente identificados como a "nação Lucumí". O Reino Unido aboliu a escravidão no início do século XIX e, a partir da década de 1820, começou a patrulhar a costa da África Ocidental para evitar novos embarques de escravos para as Américas. O comércio, no entanto, continuou clandestinamente, com Cuba continuando a receber novos escravos até pelo menos 1860. A emancipação total ocorreu em Cuba em 1886.
Entre 702 mil e 1 milhão de africanos escravizados foram levados para Cuba. A maioria chegou no século XIX, na esteira do boom do açúcar do final do século XVIII. A maioria veio de um trecho da África Ocidental entre os modernos estados-nação da Guiné e Angola. A grande pluralidade eram iorubás, da área abrangida pelos estados modernos da Nigéria e Benin; os iorubás tinham uma língua e cultura compartilhadas, mas estavam divididos entre diferentes estados. A maioria aderiu a um sistema complexo de crenças e rituais, agora conhecido como religião tradicional iorubá, que se desenvolveu entre as cidades-estado iorubá. Grande parte da adoração de orixás estava enraizada em tradições localizadas, no entanto, certos orixás eram amplamente adorados, devido em parte à extensão e influência do Império de Oió liderado por iorubás. Os escravos da África Ocidental levaram sua religião tradicional com eles para Cuba; alguns eram da classe sacerdotal e possuíam conhecimento de tradições como Ifá.
Em Cuba, essas tradições se adaptaram às novas condições sociais da população escravizada. Enquanto centenas de orixás eram adorados em toda a África Ocidental, menos de vinte passaram a desempenhar um papel proeminente na Santeria. Isso pode ser porque muitos orixás estavam enraizados em cultos baseados em parentesco e, portanto, foram perdidos quando as redes e famílias tradicionais de parentesco foram destruídas pela escravidão. Os orixás associados à proteção da agricultura também deixaram de fazer parte das práticas em Cuba, provavelmente porque os escravos afro-cubanos tinham poucos motivos para proteger as colheitas dos proprietários de escravos. Muitos dos mitos associados aos orixás foram transformados em Cuba, criando relações de parentesco entre diferentes orixás que não estavam presentes nas mitologias tradicionais da África Ocidental. Com o tempo, as religiões tradicionais africanas importadas transformaram-se na Santeria, uma tradição cubana que era evidente no final do século XIX.
Na Cuba espanhola, o catolicismo romano era a única religião que poderia ser praticada legalmente. A Igreja Católica Romana em Cuba fez esforços para converter os escravos africanos, mas a instrução do catolicismo romano fornecida a estes foi tipicamente superficial e esporádica. Muitos proprietários de escravos espanhóis não estavam interessados em que seus escravos recebessem instrução cristã, preocupados que permitir que os escravos observassem feriados religiosos ou serviços de domingo seria prejudicial à produtividade. A maioria dos padres católicos romanos estavam localizados em áreas urbanas, longe da maioria da população escravizada que trabalhava nas plantações rurais.
Em Cuba, as religiões tradicionais africanas continuaram a ser praticadas em clubes e organizações fraternas formadas por migrantes africanos e seus descendentes. Destas, as mais importantes eram os cabildos de nación, associações inspiradas nas cofradias europeias patrocinadas pela Igreja e que o estabelecimento considerava um meio de controlar a população afro-cubana. Estas operavam como sociedades de ajuda mútua e organizavam festas, danças e carnavais comunais. A Igreja Católica Romana de Cuba viu esses grupos como um método para uma evangelização gradual, através do qual eles toleraram a prática de alguns costumes africanos enquanto reprimiam aqueles aos quais eles se opunham mais ferozmente. Foi dentro dos cabildos que ocorreu o sincretismo entre o catolicismo romano e as religiões tradicionais africanas, e onde provavelmente a Santeria se desenvolveu pela primeira vez. Os membros identificaram divindades africanas tradicionais com figuras católicas romanas, como Jesus Cristo, a Virgem Maria e os santos, acreditando que essas entidades ajudariam as pessoas em suas vidas diárias em troca de ofertas.
A partir de 1790, o governo de Cuba aumentou as restrições aos cabildos. No entanto, durante o século XIX, suas funções e membros se expandiram. Em 1882, um novo regulamento foi aprovado exigindo que cada cabildo obtivesse uma nova licença para operar a cada ano, e em 1884 eles foram proibidos de praticar na véspera de Natal ou 6 de janeiro. Em 1888, a lei proibia os cabildos "à moda antiga", após o que muitos desses grupos foram para a clandestinidade, tornando-se algumas das primeiras casas de santo. Com o tempo, vários indivíduos de ascendência não africana também se converteram à Santeria. Formalmente, esses indivíduos eram considerados católicos romanos, mas seu envolvimento no catolicismo romano raramente se estendia além de um batismo inicial.